# هربرت بول
هربرت بول (بالألمانية: Herbert Pohl)‏ (18 سبتمبر 1916 في ألمانيا - 21 نوفمبر 2010 في ألمانيا) هو لاعب كرة قدم ألماني في مركز الوسط. شارك مع منتخب ألمانيا لكرة القدم. أما مع النوادي، فقد لعب مع نادي درسدن ‏.

## وصلات خارجية
- هربرت بول على موقع قاعدة بيانات كرة القدم.إي يو (الإنجليزية)
- هربرت بول على موقع ناشيونال فوتبول تيمز (الإنجليزية)
- هربرت بول على موقع عالم كرة القدم.نت (الإنجليزية)